# Mount Hollingsworth
Mount Hollingsworth är ett berg i Antarktis. Det ligger i Östantarktis. Australien gör anspråk på området. Toppen på Mount Hollingsworth är 399 meter över havet.
Terrängen runt Mount Hollingsworth är kuperad åt nordost, men åt sydväst är den platt. Terrängen runt Mount Hollingsworth sluttar norrut. Trakten är obefolkad. Det finns inga samhällen i närheten.